# Inmigración somalí en España
La inmigración somalí en España es un tipo de inmigración árabe en España que se refiere al asentamiento de ciudadanos de la República Federal de Somalia o los territorios no reconocidos de Somalilandia y el Estado de Puntlandia de Somalia, en territorio perteneciente al Reino de España.
En España la presencia de somalíes ha sido históricamente testimonial, dándose inicio a comienzos del siglo XXI con la inclusión del territorio español en el espacio Schengen y la llegada posterior de inmigración irregular somalí que utilizaba rutas desde El Cairo (Egipto) y Amán (Jordania) hacia La Habana (Cuba) para solicitar asilo político a la llegada de las escalas al aeropuerto de Madrid-Barajas (España) basando la petición en la conflictiva situación en Somalia.
La situación de los somalíes en España en, mayoritariamente, irregular debido a que muchos de los inmigrantes llegados de Somalia han falsificado pasaportes para llegar en avión, lo que dificulta su situación administrativa posterior en España, que en ocasiones les impide la libre circulación internacional, incluso para el supuesto de regresar a su país.
Entre 2023 y 2024, España volvió a sufrir una ola de llegadas de personas somalíes que mayoritariamente presentaban pasaporte keniano por el que habían pagado cantidades de entre 400 y 900 euros.